# Captura neutrónica
La captura neutrónica o captura térmica es un tipo de reacción nuclear en la que un neutrón libre colisiona con un núcleo atómico sin producir fisión, de suerte que se combinan para formar un núcleo más pesado.
La principal condición para que los neutrones sean capturados es que deben moverse tanto estos como los núcleos blanco a velocidades parecidas, es decir, deben tener temperaturas similares. 
Un neutrón libre a una velocidad relativamente baja es una partícula inestable, con una vida media de 15 minutos, así que el proceso de captura neutrónica está condicionado por esta circunstancia. Cuando el neutrón es capturado por el núcleo suele liberar inmediatamente el exceso de energía mediante un evento de decaimiento Gamma; además, el nuevo núcleo puede sufrir una desintegración beta para conseguir mayor estabilidad.

## Tipos de procesos de captura neutrónica
Hay dos tipos de procesos de captura neutrónica: un proceso de captura «rápida» (proceso-r) y un proceso de captura «lenta» (proceso-s). Estos procesos pueden generar, para un mismo núcleo blanco, distintos isótopos; es más, algunos isótopos solo pueden resultar de uno u otro proceso, pero no de ambos.

### Proceso-r
El proceso-r (por «rápido») es un proceso de captura neutrónica para elementos radiactivos que se da en condiciones de alta temperatura y alta densidad neutrónica. Está relacionado con los procesos-s y -p. En el proceso-r los núcleos son bombardeados por un elevado flujo de neutrones para crear núcleos muy inestables con gran cantidad de neutrones que, a su vez, decaen muy rápidamente para formar núcleos estables pero siempre muy ricos en neutrones.
Se cree que el proceso-r actúa en el núcleo de hierro de las supernovas de colapso (tipos  Ib,  Ic y II), donde  se dan las condiciones físicas necesarias. Sin embargo, la escasa abundancia observada de elementos resultantes del proceso-r requiere que, o bien solo una pequeña fracción de los elementos creados por esta vía son liberados al exterior de la supernova, o bien  en cada supernova se forman por este mecanismo solo pequeñas cantidades de elementos.
Debido al altísimo flujo neutrónico en este proceso (del orden de 1022 neutrones por cm² por segundo), la velocidad de formación isotópica es mucho mayor que la de la desintegración beta posterior, por lo que los elementos creados por esta vía ascienden rápidamente por la línea de estabilidad N/Z (número de neutrones / número de protones o número atómico), incluso atravesando zonas de inestabilidad, en donde la energía de separación neutrónica  (en inglés neutron drip line) es cero. Los neutrones se acumulan, creando nuevos isótopos hasta llegar a la región donde la masa atómica es 270 (zona del rutherfordio - darmstadtio), donde experimentan fisiones espontáneas debido a la inestabilidad del núcleo formado.
Los picos de abundancia de elementos observados muestran evidencias de la captura neutrónica rápida seguida de una desintegración beta posterior, ya que los picos de abundancia del proceso-r están 10 uma por debajo de los formados por el proceso-s, indicando que el ascenso  por la línea N/Z da lugar a capas neutrónicas cerradas con la suficiente deficiencia protónica como para hacer los picos resolubles.
El proceso-r implica una captura múltiple de neutrones, que produce un núcleo inestable que rápidamente decae mediante una serie de desintegraciones beta hasta llegar a un isótopo estable. Este proceso es relevante en la nucleosíntesis estelar debido a la gran cantidad de neutrones libres presentes.

### Proceso-s
El proceso-s (del inglés slow, «lento») implica la captura de un solo neutrón que produce un núcleo estable, o que decae mediante desintegración beta en un núcleo estable antes de que se pueda producir otra captura neutrónica. Es un tipo de nucleosíntesis que requiere condiciones de menor densidad neutrónica y menor temperatura en las estrellas que el proceso-r. En esas condiciones el índice de captura neutrónica por los núcleos es lento si lo comparamos con la velocidad de la desintegración beta. Se obtienen isótopos estables moviéndose a lo largo del valle de estabilidad dentro de la tabla de isótopos. El proceso-s produce aproximadamente la mitad de los elementos más pesados que el hierro y, por lo tanto, desempeña un papel importante dentro de la evolución química galáctica. El proceso-s difiere del -r, más rápido, en términos de caminos de reacción y condiciones de reacción.
Se cree que el proceso-s se da en estrellas más masivas que el Sol, principalmente en aquellas situadas en la rama asintótica gigante (asymptotic giant branch,  en inglés). A diferencia del proceso-r, que puede darse durante segundos en entornos explosivos, el proceso-s puede alargarse miles de años. El grado según el cual el proceso-s hace aumentar el número atómico de los elementos a lo largo de la tabla isotópica depende esencialmente de la capacidad de la estrella para producir neutrones y por la cantidad inicial de hierro presente. El hierro es el material de partida necesario para que se dé este tipo de captura neutrónica + desintegración beta, a partir de la cual se sintetizan nuevos elementos.
Las principales fuentes de neutrones son:
13C + α → 16O + n
22Ne + α → 25Mg + n
Se aprecia fácilmente cuál va a ser la principal fuente de neutrones y cuál la secundaria (véase proceso triple-alfa). La fuente principal produce elementos pesados más allá del estroncio (Sr) y del itrio (Y), hasta llegar al plomo (Pb) en estrellas pobres en metales. El lugar de producción del componente principal son las estrellas menos masivas de la rama asintótica gigante. El componente secundario del proceso-s abarca elementos del grupo del hierro hasta el Sr y el Y, y empieza al final del ciclo de combustión de helio y carbono en las estrellas más masivas.
El proceso-s a menudo se trata matemáticamente usando la llamada «aproximación local», que provee un modelo teórico de las abundancias de los diferentes elementos basándose en la asunción de un flujo neutrónico constante dentro de las estrellas, de modo que el cociente de abundancias sea inversamente proporcional al cociente de captura neutrónica por sección transversal para cada isótopo. Esta aproximación es, como su propio nombre indica, solamente válida localmente, para isótopos de masas parecidas. Debido a los flujos neutrónicos relativamente bajos que se esperan para que se dé el proceso-s (del orden de 105 a 1011 neutrones por cm² por segundo), no pueden obtenerse elementos más allá de los isótopos radiactivos del torio o el uranio. El ciclo que pone fin al proceso-s es:
209Bi + n.° → 210Bi + γ
210Bi → 210Po + β-
210Po → 206Pb + α
Es entonces cuando el 206Pb captura tres neutrones dando 209Pb, el cual a su vez se desintegra emitiendo un electrón resultando 209Bi, reanudándose el proceso.

## Absorción neutrónica
El núcleo de los átomos está compuesto por neutrones y protones. Si un núcleo es bombardeado con neutrones, posee una probabilidad determinada de incorporarlo a su composición. Esa probabilidad está dada por una cantidad llamada sección eficaz de absorción.
Cuando un isótopo con n neutrones y z protones incorpora de esta forma un nuevo neutrón, se convierte en un isótopo con n+1 neutrones y z protones.

## Activación neutrónica
Cuando el isótopo resultante es radiactivo el fenómeno se denomina Activación Neutrónica. Este efecto hace que aparezcan una serie de isótopos radiactivos en lugares donde se producen neutrones libres, como pueden ser las centrales nucleares, ya que en muchas ocasiones los isótopos que han sido activados, resultan ser inestables. Un ejemplo típico de esta activación neutrónica es el Cobalto-60, producido por el hierro que existe en los componentes de un reactor nuclear, y que es utilizado de forma habitual en las Cobaltoterapias o Curieterapias para el tratamiento del cáncer.

## Transmutación neutrónica
Cuando el isótopo radiactivo activado decae y se desintegra puede dar lugar a un isótopo hijo de un elemento diferente. Este fenómeno se conoce como Transmutación Neutrónica.

## Usos
La captura neutrónica puede ser usada como método de análisis no destructivo de materiales. Diferentes elementos emiten diferentes patrones de radiación característicos cuando se les somete a un proceso de captura de neutrones. Esto hace que sea un proceso tecnológico muy útil en campos como la minería o la seguridad.